# Рабия Бала-хатун
Рабия́ Бала́-хату́н (ум. ок. 1324) — жена первого правителя Османского Государства Османа I. Мать Халиме и Аллаэдина-Али 

## Биография
Рабия Бала была дочерью знаменитого праведника Шейха Эдебали и считается матерью Алаэддина-паши. Колин Имбер считал, что сына с именем «Алаэддин-паша» у Османа не было. Имбер указывал, что впервые упоминается сын Османа, не являющийся Орханом, у Оруджа и в Анонимной хронике. Они же позаимствовали рассказ в несохранившейся хронике, написанной в 1422/23 году. Однако все эти хроники называли второго сына Османа «Али-паша». Колин показал, что рассказ про Али-пашу является поздним включением в текст. Имя «Алаэддин» впервые появляется у Ашикпашазаде, который пересказывает тот же самый рассказ, что Орудж и Анонимная хроника, но меняет имя сыну Османа.
Ранее, в соответствии с легендой, считалось, что матерью Орхана Гази была дочь шейха Эдебали. Обнаруженные документы вакуфа Орхана от 1324 года, изученные и опубликованные Хусейном Хусамеддином в 1926 году, называют матерью Орхана другую женщину — Малхун-хатун, дочь Омер-бея.

## Киновоплощения
- Сериал Основание: Осман (Турция, 2019). В роли Рабии Озге Тёрер.